# Epizeuxis peregrina
Epizeuxis peregrina är en fjärilsart som beskrevs av Schultze 1907. Epizeuxis peregrina ingår i släktet Epizeuxis och familjen nattflyn. Inga underarter finns listade i Catalogue of Life.